# Peter Graves
Peter Graves, ursprungligen Peter Duesler Aurness, född 18 mars 1926 i Minneapolis, Minnesota, död 14 mars 2010 i Pacific Palisades, Los Angeles, Kalifornien, var en amerikansk skådespelare. Han var yngre bror till James Arness.
Graves sjöng med storband före filmdebuten 1950. Lång, blond och stilig hade han ett flertal huvudroller i olika filmer, men han är mest känd för sin roll som Jim Phelps i TV-serien På farligt uppdrag åren 1967–1973 och i uppföljaren Farligt uppdrag 1988–1990 samt som Palmer Kirby i Krigets vindar.

## Filmografi i urval
- 1953 – Fångläger nr 17
- 1954 – Black Tuesday
- 1955 – Trasdockan
- 1958 – Wolf Larsen
- 1967–1973 – På farligt uppdrag (TV-serie)
- 1980 – Titta vi flyger
- 1980 – Death Car on the Freeway (TV-film)
- 1983 – Krigets vindar (TV-miniserie)
- 1988 – Krig och hågkomst (TV-serie)
- 1988–1990 – Farligt uppdrag (TV-serie)
- 1995 – Mord, mina herrar (TV-serie)
- 1996–2007 – Sjunde himlen (TV-serie)  gästroll
- 2002 – Men in Black II